# Каавар Ратку, Татьяна
Татьяна Каавар Ратку (порт. Tatiana Kaawar Ratcu; род. 8 сентября 1979) — бразильская шахматистка, международный мастер среди женщин (1995), пятикратная победительница чемпионата Бразилии по шахматам среди женщин (1994, 1995, 1996, 1997, 2000).

## Биография
В конце 1990-х годов Татьяна Каавар Ратку была одной из ведущих бразильских шахматисток. Она трижды выиграла молодежный чемпионат Бразилии по шахматам в возрастной группе девушек до 16 лет (1992, 1993, 1994) и дважды выиграла возрастную группу девушек до 18 лет (1996, 1997). Также она дважды выиграла чемпионат Бразилии по шахматам среди юниорок (1996, 1998). Татьяна Каавар Ратку пять раз выиграла чемпионат Бразилии по шахматам среди женщин: в 1994, 1995, 1996, 1997 и в 2000 году. В 1995 году Татьяна Каавар Ратку участвовала в межзональном турнире по шахматам среди женщин в Кишинёвe, где заняла 43-е место. 
В 1998 году в Рио-де-Жанейро вместе со сборной Бразилии она выиграла 1-й чемпионат мира по шахматам среди юниоров. Представляла также сборную Бразилии на шахматных олимпиадах, в которых участвовала три раза (1996—2000).
В 1995 году она была удостоена ФИДЕ звания международного мастера среди женщин (WIM).
С начала 2000-х Татьяна Каавар Ратку редко участвует в шахматных турнирах.

## Изменения рейтинга
| Графики недоступны из-за технических проблем. См. информацию на Фабрикаторе и на mediawiki.org. |